# Eric Alfasi
Eric Alfasi (in ebraico אריק אלפסי‎?; Natanya, 1º luglio 1972 – Tel Aviv, 22 settembre 2021) è stato un allenatore di pallacanestro israeliano.
È morto per complicazioni da COVID-19 nel 2021, non ancora 50enne.